# 布拉格地鐵A線
布拉格地鐵A線是捷克布拉格的一條地鐵路線。布拉格地鐵A線是布拉格繼C線之後的的第二條地鐵路線，開業於1978年。現在布拉格地鐵A線總長17.1（10.6英里），有17個車站。

## 外部連結
维基共享资源上的相關多媒體資源：布拉格地鐵A線
- Architecture photo series of all stations of A line (Prague Metro)